# Paradasys subterraneus
Paradasys subterraneus is een buikharige uit de familie Cephalodasyidae. Het dier komt uit het geslacht Paradasys. Paradasys subterraneus werd in 1934 voor het eerst wetenschappelijk beschreven door Remane. 